# George Barrell Emerson

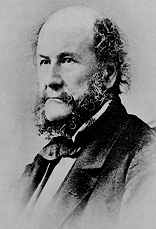
George B. Emerson

George Barrell Emerson (* 12. September 1797 in Kennebunk, Maine; † 14. März 1881 in Newton, Massachusetts) war ein US-amerikanischer Botaniker und Schulleiter. Er gilt als Vordenker der Frauenbildung und einer naturwissenschaftlichen Schulausbildung.
Emerson war der Sohn eines Farmers und Arztes. Er schloss 1817 sein Studium am Harvard College ab und arbeitete anschließend an einer Schule in Lancaster, Massachusetts. 1819 übernahm er eine Stelle als Dozent in Harvard, 1821 die Leitung der ersten English High School für Jungen in Boston, Massachusetts, die anders als die Boston Latin School nicht altsprachlich orientiert war. 1823 gründete Emerson daneben eine Privatschule für Mädchen, deren Leitung er bis zu seinem Eintritt in den Ruhestand 1855 innehatte. Er gehörte 1830 zu den Gründern des American Institute of Instruction. Emerson war von 1830 bis 1837 Kurator und von 1837 bis 1843 Präsident der Boston Society of Natural History und wurde – gemeinsam mit Chester Dewey – von Gouverneur Edward Everett 1837 als Leiter des Zoölogical and Botanical Survey of Massachusetts bestimmt. Emerson wurde eine Professur für Naturgeschichte in Harvard angeboten. Er lehnte zwar ab, unterstützte aber 1843 die Berufung von Asa Gray auf diese Professur. Mit Gray verband ihn in der Folge eine langjährige Freundschaft.
George B. Emerson schrieb den zweiten Band von School and Schoolmaster (1842), den ersten Band hatte Bischof Alonzo Potter geschrieben. Weitere Werke sind verschiedene Vorlesungen zur Bildung, Report on the Trees and Shrubs growing naturally in the Forests of Massachusetts (1846), Manual of Agriculture (1861) und Reminiscences of an Old Teacher (1878).
Emerson wurde 1827 in die American Academy of Arts and Sciences gewählt, 1875 in die American Association for the Advancement of Science. 1859 erhielt er ein Ehrendoktorat (LL.D.) der Harvard University.
George B. Emerson war ein Cousin 2. Grades von Ralph Waldo Emerson und ein Schwager des Kaufmanns James Arnold (1781–1868). Emerson war einer der Verwalter von Arnolds Erbe, aus dem 1872 das Arnold-Arboretum in Bosten gegründet wurde. George Emerson war zweimal verheiratet, aus erster Ehe 1824 mit Olivia Buckminster († 1832) hatte er vier Kinder. In zweiter Ehe war er seit 1834 mit Mary Rotch Fleming verheiratet, der verwitweten Schwester von James Arnolds Frau Sarah.
Die 1852 gegründete, private High School Emerson Preparatory School in Washington, D.C., ist nach George B. Emerson benannt.